# Кратеропа намібійська
Кратеро́па намібійська (Turdoides bicolor) — вид горобцеподібних птахів родини Leiothrichidae. Мешкає в Південній Африці.

## Опис
Довжина птаха становить 24-25 см, вага 75-95 г. Виду не притаманний статевий диморфізм. Голова і тіло білі, крила і хвіст чорні. Дзьоб чорний, очі оранжеві. У молодих птахів оливково-коричневе забарвлення, яке поступово змінюється на доросле, чорно-біле.

## Поширення і екологія
Намібійські кратеропи мешкають в Намібії, Ботсвані, Зімбабве і Південно-Африканській Республіці. Вони живуть в саванах і сухих чагарникових заростях.

## Поведінка
Намібійські кратеропи живуть зграями до 16 птахів. Живляться комахами. Їм притаманний колективний догляд за пташенятами.